# Frontera entre Francia y Mónaco
La frontera franco-monegasca es el límite que separa Francia y Mónaco. Es la única frontera del principado, su territorio terrestre y marítimo está totalmente encerrado en el de Francia. Es la frontera terrestre francesa más pequeña con una longitud de 5,5 km.

## Frontera terrestre

### Historia
El curso de la frontera resulta, en el lado este y en ciertas secciones en el lado norte, del tratado para la cesión a Francia de Menton y Roquebrune, frente a cuatro millones de francos de oro, firmado en París el 2 de febrero de 1861. El resto del trazado retoma aquel entre el Reino de Piamonte-Cerdeña y el Principado de Mónaco tal como era antes de 1861. El lado suroeste, en el distrito de Fontvieille ganado al mar, resulta de la extensión en este de la frontera terrestre con Cabo del Ajo. Las relaciones entre Francia y Mónaco se rigen por el tratado franco-monegasco del 17 de julio de 1918, complementado en particular por una serie de convenciones, incluida una convención de vecinos del 18 de mayo de 1963.

### Características
La frontera terrestre franco-monegasca se extiende por 5 469 metros al oeste, norte y este del Principado de Mónaco, lo que la convierte en una de las fronteras terrestres internacionales más cortas.
Los municipios franceses que limitan con esta frontera, Cap-d'Ail, La Turbie, Beausoleil y Roquebrune-Cap-Martin, están todos ubicados en el departamento de Alpes Marítimos, en la región de Provenza-Alpes-Costa Azul.
Su diseño a veces plantea algunos problemas de armonización en términos de reglas de planificación urbana, ya que a veces sucede que algunas construcciones cabalgan la lo largo de la frontera en este sector de Costa Azul, que también están densamente poblado.

## Frontera marítima

### Historia
El límite marítimo entre los dos países se determinó mediante un acuerdo firmado el 16 de febrero de 1984, entrada en vigor el 22 de agosto de 1985. Anteriormente, los límites de las aguas territoriales se definían mediante una declaración conjunta del 20 de abril de 1967.

### Características
Las zonas marítimas monegascas cubren, más allá de la costa, una estrecha franja de mar de unos pocos kilómetros de ancho pero que se extiende a medio camino entre Mónaco y Córcega.
Por lo tanto, las aguas territoriales monegascas están delimitadas por los arcos de un loxódromo que unen los siguientes puntos de coordenadas geográficas (en el sistema geodésico ED50):
- A0 : 43° 45′ 01,49″ N, 7° 26′ 22,14″ E
- A1 : 43° 44′ 35,5″ N, 7° 27′ 12,6″ E
- A2 : 43° 33′ 09″ N, 7° 31′ 42″ E
- B2 : 43° 31′ 46″ N, 7° 29′ 48″ E
- B0 : 43° 43′ 32,9″ N, 7° 25′ 10,5″ E

El espacio marítimo bajo soberanía monegasca se extiende aún más hasta el arco del loxódromo que une los siguientes puntos de coordenadas geográficas:
- A3 : 42° 57′ 59″ N, 7° 45′ 25″ E
- B3 : 42° 56′ 47″ N, 7° 43′ 26″ E

Finalmente, los límites marítimos forman un cuadrilátero de aproximadamente 90 km de largo (casi 50 millas náuticas) a lo largo de casi 1.9 km de ancho (aproximadamente 1 milla náutica). En total, cubren aproximadamente 185 km².